# Luis Carlos Galán Sarmiento
Luis Carlos Galán Sarmiento (Bucaramanga, 29 de setembre de 1943 - Soacha, 18 d'agost de 1989) fou un periodista i polític liberal colombià que va optar per la presidència de Colòmbia en dues ocasions, la primera amb el Partit Liberal el 1982, que va perdre amb Belisario Betancur Cuartas. Els seus resultats pobres el van animar a enfocar la seva aspiració amb en el moviment polític Nou Liberalisme que ell va fundar el 1979. El moviment inicialment provenia de la idea dominant del Partit Liberal colombià però, amb la mediació del president anterior Julio César Turbay, Galán va retornar al partit el 1987 i va buscar el nomenament per l'elecció presidencial.
Galán es va declarar enemic dels perillosos influents càrtels de droga colombians, principalment el de Medellín, dirigit per Pablo Escobar Gaviria (qui havia estat part del seu Moviment de Nou Liberalisme) i Gonzalo Rodríguez "El Mexicano," que corrompien tots els nivells de la societat colombiana. Galán va donar suport al tractat d'extradició amb els EUA
Després de rebre diverses amenaces de mort, el 18 d'agost de 1989, Galán va ser disparat i mort per un sicari contractat pels càrtels de la droga durant una manifestació pública en la ciutat de Soacha, Cundinamarca mentre liderava còmodament les enquestes de les eleccions presidencial de 1990. La investigació del seu assassinat resta parcialment no resolta i va ser declarat crim de lesa humanitat per la justícia colombiana, cosa que impedeix que prescrigui.
Després del seu assassinat, el seu col·laborador de campanya, César Gaviria, va ser proclamat el seu successor i va guanyar les eleccions, convertint-se en President de Colòmbia el 1990.